# باول هارفي (لاعب دارت)
باول هارفي (بالإنجليزية: Paul Harvey)‏ هو لاعب دارت بريطاني، ولد في 1966 في Borough of Gedling ‏ في المملكة المتحدة.

## وصلات خارجية
- باول هارفي على موقع DartsDatabase.co.uk (الإنجليزية)